# Чулковский сельсовет
Чулко́вский сельсове́т — сельское поселение в Вачском районе Нижегородской области. Административный центр — село Чулково.

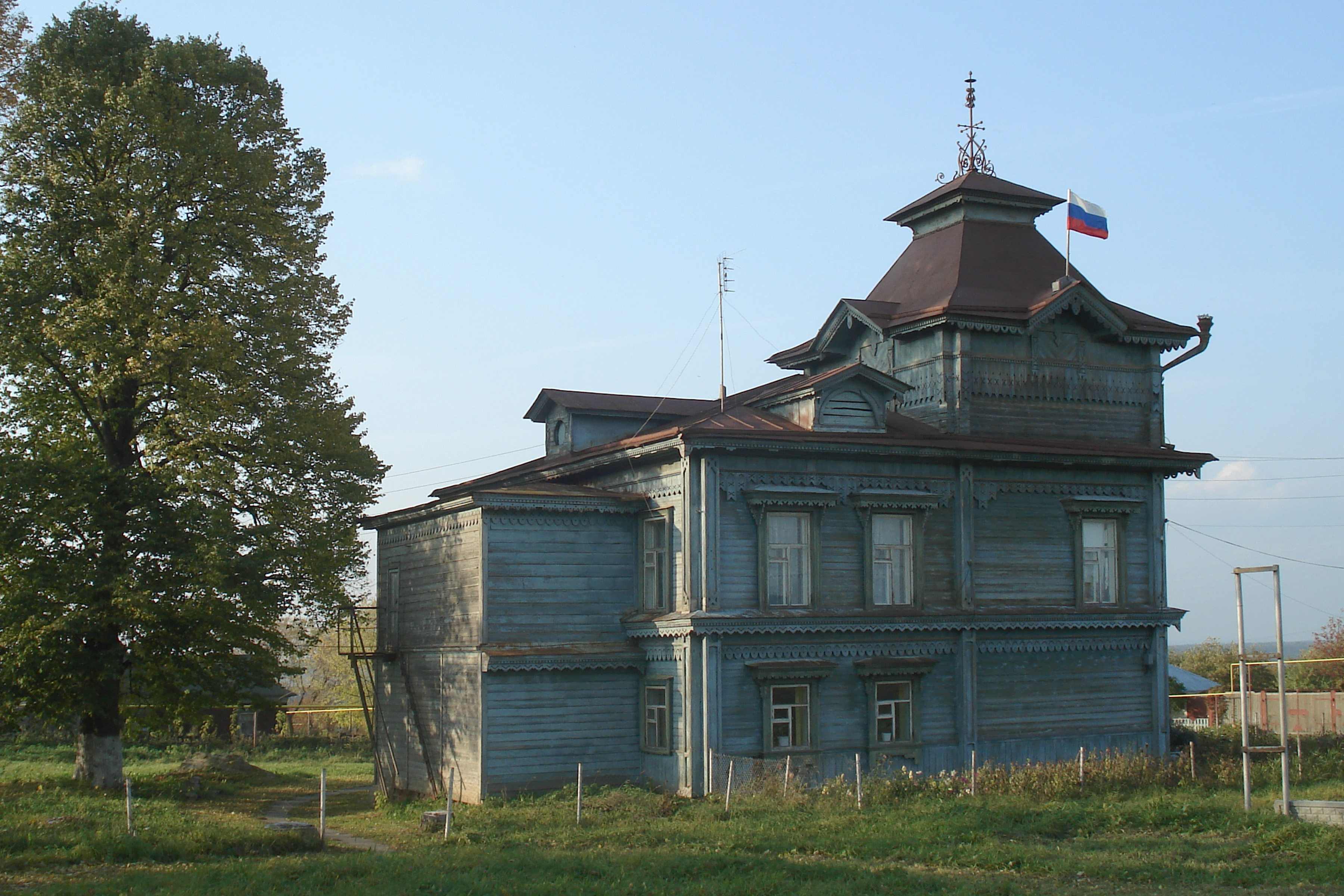
Здание администрации Чулковского сельсовета

Включает в себя 23 населённых пункта.

## Географическая характеристика

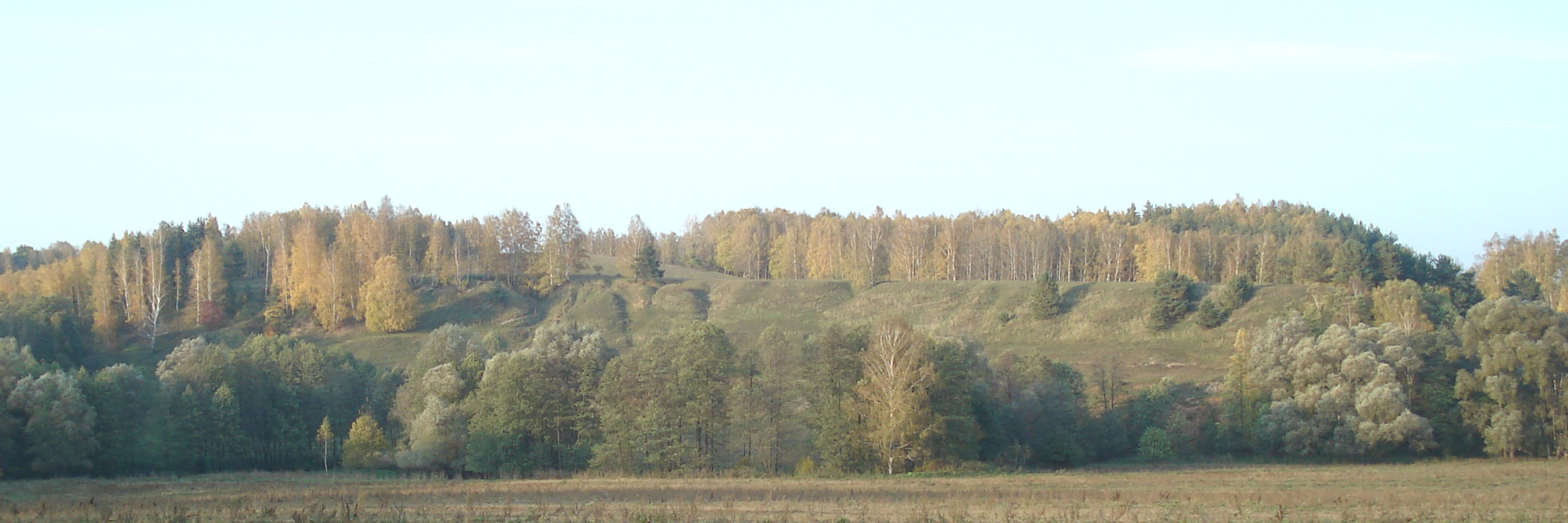
Перемиловские горы на территории Чулковского сельского поселения (3 км от Оки)

Территория Чулковского сельсовета располагается на севере Вачского района. Большая часть — на правом высоком берегу Оки. Небольшая — на низменном, левом. На севере граничит с Гороховецким районом Владимирской области, на западе — с территорией Яковцевского сельсовета, на юге — с Новосельцевским сельским поселением, на востоке — с Арефинским сельским поселением.
Основная, правобережная часть земель Чулковского сельсовета находится на склонах Перемиловских горах, занимающих северную оконечность Приволжской возвышенности центральной части Восточно-Европейской (Русской) равнины. Высокие приречные цепочки останцовых гряд возвышаются вдоль правого берега Оки на 100—150 м. Коренные пермские породы (глины, песчаники, известняки, гипсы) перекрыты маломощным чехлом рыхлых суглинков и песков, иногда мореной, юрскими и меловыми глинами. Прилегающая к Оке территория расчленена оврагами, балками, широкими долинами небольших речек и ручьёв, глубокими ветвящимися оврагами и поросла лесом, что придает прибрежным высотам живописный вид.

### Описание границ сельского поселения Чулковского сельсовета
Граница сельского поселения Чулковский сельсовет от точки 1 проходит по северной границе земель колхоза «Идея Ильича» и южной границе земель Муромского государственного заказника, пересекая озеро Свято в 1 км от его северо-восточного берега, далее граница проходит вдоль левого берега реки Юг до точки А.
От точки А граница проходит в восточном, затем в северо-восточном направлениях вдоль левого берега реки Юг, далее граница поворачивает на юг и через 500 м пересекает левый берег реки Оки, далее граница проходит посередине реки Оки вниз по течению, далее между местом стоянки пристани «Гладкий луг» и створным знаком, находящимся ниже по течению, граница пересекает в северном направлении левый берег реки Оки, далее граница проходит на север, северо-восток, поворачивает на юг и пересекает реку Оку, от точки пересечения с правым берегом реки Оки граница проходит на юго-восток, поворачивает на запад, затем на юго-запад, огибая земли совхоза «Арефинский» и ООО «Кряжи» до пересечения с грунтовой дорогой Соловьево — Михалицы, далее граница проходит по границе земель колхоза «Идея Ильича» и ООО «Кряжи» до оврага Кузьминский, далее граница проходит 1,8 км в юго-западном направлении посередине реки Юнды вверх по течению до точки 2.
От точки 2 граница проходит в юго-западном направлении по реке Юнде, далее поворачивает на юг и проходит по восточной границе кварталов 14, 18, 26 Вачского лесничества Вачского лесхоза до точки 3.
От точки 3 граница проходит по восточной границе кварталов 33, 39 Вачского лесничества Вачского лесхоза до реки Большой Кутры, далее граница проходит в западном направлении посередине реки Большой Кутры вниз по течению до точки 4.
От точки 4 граница проходит по автомобильной дороге Федурино — Чулково до перекрестка с автомобильной дорогой  Федурино — Яковцево, далее граница проходит по границе земель колхоза «Яковцевский» и лесного массива до пересечения с ручьем без названия, далее граница проходит 2 км в северо-западном направлении посередине ручья без названия на дне оврага, огибает урочище Ярилов Мыс, поворачивает на север и проходит по границе земель колхозов «Яковцевский» и «Идея Ильича» до пересечения с рекой Туч, далее граница проходит в западном направлении по дну оврага, огибая урочище Беляков Садик, поворачивает на северо-запад и проходит до места впадения ручья без названия в ручей Тужу, далее вниз по ручью Туже, пересекая грунтовую дорогу Высоково —- Пожога, далее в северном направлении по границе земель колхозов «Идея Ильича» и «Яковцевский», далее граница проходит в северо-западном направлении посередине ручья Елемейка, далее в северном направлении по границе земель колхозов «Идея Ильича» и «Яковцевский» до пересечения с правым берегом реки Оки, далее граница проходит посередине реки Оки вниз по течению до слияния затона Липоветский с рекой Окой, далее граница проходит посередине затона Липоветский, огибая с северо-западной стороны земли колхоза «Идея Ильича» и северо-восточную границу земель колхоза «Яковцевский» до места впадения в затон Липоветский реки Чучи до точки 1.

## Население
| 2002 | 2010  | 2012  | 2013  | 2014  | 2015 | 2016 |
| ---- | ----- | ----- | ----- | ----- | ---- | ---- |
| 1355 | ↘1105 | ↘1064 | ↘1013 | ↘1009 | ↘995 | ↘963 |
| 2017 | 2018  | 2019  | 2020  | 2021  |      |      |
| ↘942 | ↗944  | ↘938  | ↘919  | ↘642  |      |      |

## Состав сельского поселения
| №  | Населённый пункт | Тип населённого пункта       | Население |
| -- | ---------------- | ---------------------------- | --------- |
| 1  | Бобынино         | деревня                      | ↘7        |
| 2  | Большое Загарино | село                         | ↘41       |
| 3  | Вырыпаево        | деревня                      | ↗26       |
| 4  | Высоково         | деревня                      | ↘39       |
| 5  | Ефимьево         | деревня                      | ↘5        |
| 6  | Застава          | деревня                      | ↗6        |
| 7  | Звягино          | деревня                      | ↘21       |
| 8  | Зименки          | деревня                      | ↘0        |
| 9  | Ивашево          | деревня                      | ↗4        |
| 10 | Ишутино          | деревня                      | ↘11       |
| 11 | Кобылкино        | деревня                      | ↘4        |
| 12 | Кошкино          | село                         | ↘74       |
| 13 | Красно           | село                         | ↘12       |
| 14 | Курмыш           | деревня                      | ↘6        |
| 15 | Малое Загарино   | село                         | ↘6        |
| 16 | Павликово        | деревня                      | ↘0        |
| 17 | Поляна           | деревня                      | ↘9        |
| 18 | Соболево         | деревня                      | ↘6        |
| 19 | Соловьёво        | деревня                      | ↘24       |
| 20 | Третье Поле      | деревня                      | ↘4        |
| 21 | Хвощи            | деревня                      | ↘1        |
| 22 | Чулково          | село, административный центр | ↘750      |
| 23 | Щедрино          | деревня                      | ↘49       |

### Упразднённые населённые пункты
- Вшивково — упразднённая деревня.

## Экономика

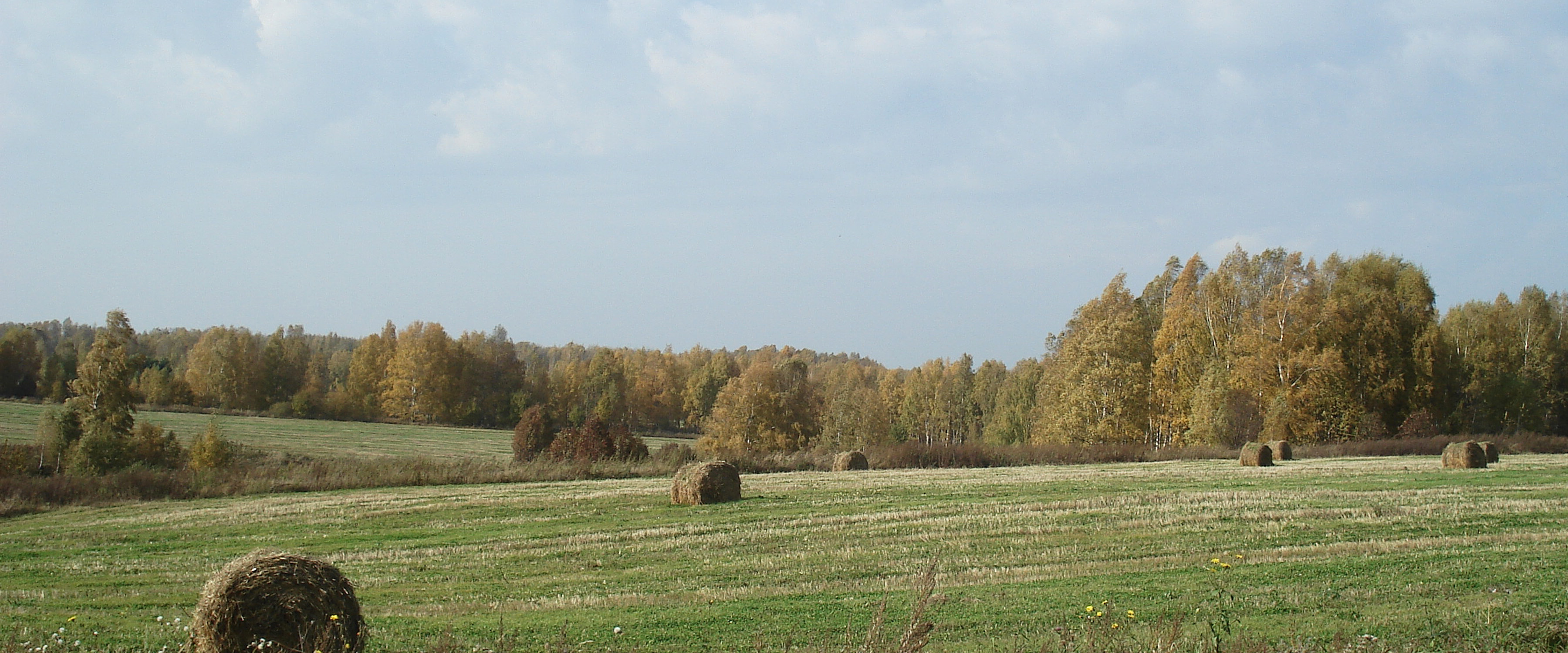
На полях чулковского СПК «Нива»

Крупнейшим предприятием на территории сельсовета является СПК «Нива».

## Памятники природы и археологии
На территории сельсовета есть следующие охраняемые законом памятники:
- Памятник археологии «Селище „Высоково“»[15].
- Значительный участок памятника регионального значения: «Хвойный лес около деревни Жекино»[16].

## Архитектура

### Сохранившиеся дореволюционные церковные здания на территории сельсовета
| Село             | Иллюстрация | Общие сведения | Современное состояние                                                                                    |
| ---------------- | ----------- | --- | --- |
| Большое Загарино |             | Во имя Покрова Пресвятой Богородицы. Кирпичная. Храм построен в 1810 году, трапезная — в 1837, колокольня — в 1840. | В аварийном состоянии. Бесхозная.                                                                        |
| Малое Загарино   |             | Во имя Успения Пресвятой Богородицы. Кирпичная. Построена в 1869 году.                                              | Разрушается. От колокольни ничего не осталось. Бесхозная. Внутри сохранились фрагменты росписи XIX века. |
| Красно           |             | Во имя Живоначальной Троицы. Кирпичная. Храм построен в 1863 году, трапезная — в 1867.                              | Разрушается. Бесхозная. Внутри сохранились фрагменты росписи XIX века.                                   |
| Чулково          |             | Во имя Сретения Господня. Дореволюционной постройки. Кирпичная.                                                     | Куполов нет. Активно восстанавливается.                                                                  |